# Cát Tùng Chu
Cát Tùng Chu (tiếng Trung: 葛從周; bính âm: Gé Cóngzhōu; ? - 915), tự Thông Mỹ (通美), quê ở Quyên Thành, Bộc Châu, là tướng lĩnh nhà Hậu Lương thời Ngũ Đại trong lịch sử Trung Quốc.

## Cuộc đời
Cụ của Cát Tùng Chu tên là Cát Nguyễn. Ông nội là Cát Ngộ Hiền. Cha là Cát Giản, truy tặng Binh bộ thượng thư. Mẹ họ Tống. Tùng Chu thuở nhỏ tính cách rộng rãi, có mưu lược, ban đầu đi theo nghĩa quân Hoàng Sào, được phong quân hiệu. Tháng 3 (ÂL) năm 884, Chu Ôn đánh tan quân Tề ở bến Vương Mãn, Cát Tùng Chu cùng Hoắc Tồn, Trương Quy Nhân, Lý Đảng đầu hàng. Đến tháng 7 (ÂL), Chu Ôn đánh Thái Châu, bị quân Tề truy đuổi, Tùng Chu đỡ Chu Ôn lên ngựa, tự thân mở đường máu, mặt bị thương, chân trúng tên, vết thương đầy người. Từ đó Tùng Chu được Chu Ôn trọng dụng.
Tháng 2 (ÂL) năm 893, Cát Tùng Chu tham chiến đánh bại quân Chu Cẩn ở núi Thạch Phật. Đến tháng 8, theo Bàng Sư Cổ đánh Duyện Châu. Tháng 3 (ÂL) năm 894, đại quân tiến đến Tân Thái. Chu Cẩn sai đô tướng Trương Ước, Lý Hồ Tiêu dẫn 3.000 quân ra đánh. Bàng Sư Cổ sai Cát Tùng Chu, Trương Tồn Kính đánh úp. Quân Chu Cẩn đại bại, các đô tướng Trương Ước, Lý Hồ Tiêu, Trương Hán Quân bị bắt sống. Tùng Chu nhờ công lao này mà được phong Kiểm hiệu tả bộc xạ, lại phong Duyện Châu tiết độ sứ. Có câu: Sơn đông nhất điều Cát, vô sự mạc liêu bát.
Năm 907, Chu Ôn đăng cơ, tức Hậu Lương Thái Tổ, phong Tùng Chu làm Tả Kim Ngô vệ thượng tướng quân. Tùng Chu lấy cớ bị tật xin được trí sĩ, được phong làm Hữu Vệ thượng tướng quân, thụ Thái tử thái sư, ở tại huyện Yển Sư. Năm 915, Hậu Lương Mạt Đế đăng cơ, phong Tùng Chu làm Chiêu Nghĩa quân tiết độ sứ, tước Trần Lưu quận vương, thực ấp 7.000 hộ. Cùng nằm, mất tại nhà, tặng Thái úy.